# تیم ملی والیبال امید مردان ایران
تیم ملی والیبال امید مردان ایران یا تیم ملی والیبال زیر ۲۳ سال ایران نماینده والیبال کشور ایران در بازی‌های قهرمانی جهان و بازی‌های آسیایی است.این تیم با برتری برابر ایتالیا با نتیجه ۳ بر ۲ برای نخستین بار در تاریخ والیبال جوانان ایران، قهرمان جهان شد و به مدال طلای جهان دست یافت. این تیم در مسابقات قهرمانی مردان جهان ۲۰۲۳ نیز در فینال به برتری رسید و باز هم طلا کسب کرد

## افتخارات
| طلا          | ۲۰۱۹ | قهرمانی جهان |
| برنز         | ۲۰۰۷ | قهرمانی جهان |
| قهرمانی آسیا |      |              |
| طلا          | ۲۰۰۸ | قهرمانی آسیا |
| طلا          | ۲۰۰۶ | قهرمانی آسیا |
| طلا          | ۲۰۰۲ | قهرمانی آسیا |
| طلا          | ۱۹۹۸ | قهرمانی آسیا |

- | سوابق مدال             | سوابق مدال   | سوابق مدال   |
| قهرمانی جهان           | قهرمانی جهان | قهرمانی جهان |
| ---------------------- | ------------ | ------------ |
| مدال طلا – جایگاه اول  | ۲۰۱۹         | قهرمانی جهان |
| مدال برنز – جایگاه سوم | ۲۰۰۷         | قهرمانی جهان |
| قهرمانی آسیا           |              |              |
| مدال طلا – جایگاه اول  | ۲۰۰۸         | قهرمانی آسیا |
| مدال طلا – جایگاه اول  | ۲۰۰۶         | قهرمانی آسیا |
| مدال طلا – جایگاه اول  | ۲۰۰۲         | قهرمانی آسیا |
| مدال طلا – جایگاه اول  | ۱۹۹۸         | قهرمانی آسیا |